# Pierre Hamp
Pierre Hamp, pseudonimo di Henri Bourillon (Nizza, 1876 – Le Vésinet, 1962), è stato uno scrittore francese.
Mosso da intenti sociologici, raccolse tutte le sue opere, scritte dal 1908 al 1952, nell'opera omnia La fatica degli uomini.